# 21821 Billryan
21821 Billryan este un asteroid din centura principală de asteroizi.

## Descriere
21821 Billryan este un asteroid din centura principală de asteroizi. A fost descoperit pe 12 octombrie 1999 la Stația Anderson Mesa în cadrul programului LONEOS. Asteroidul prezintă o orbită caracterizată de o semiaxă mare de 2,94 ua, o excentricitate de 0,08 și o înclinație de 2,9° în raport cu ecliptica.